# Richard Hotham
Pour les articles homonymes, voir Hotham.
Sir Richard Hotham Kt, né le 5 octobre 1722 à York et mort le 13 mars 1799 à Bognor Regis est un négociant des Indes orientales, promoteur immobilier et homme politique britannique qui a siégé à la Chambre des Communes de 1780 à 1784. Il est surtout connu pour avoir fait du petit village de pêcheurs de Bognor, dans le Sussex de l'Ouest, une station balnéaire en vue. Il est aussi parfois appelé Hotham le Chapelier (Hotham the Hatter) en référence à son premier métier.

## Sa jeunesse
Il est le plus jeune des cinq enfants de Joseph et Sarah Hotman, et l'on sait peu de choses de son enfance. En 1743, âgé de 21 ans, il commence à Londres un apprentissage de chapelier et peu de temps après épouse Frances Atkinson, la fille de son employeur. La cérémonie est célébrée dans la chapelle de l'Hôpital royal de Chelsea.
En 1746, il tient sa propre boutique de chapelier à Serle Street, dans le quartier de Lincoln's Inn. Quelques années plus tard il déménage dans de nouveaux locaux sur le Strand.

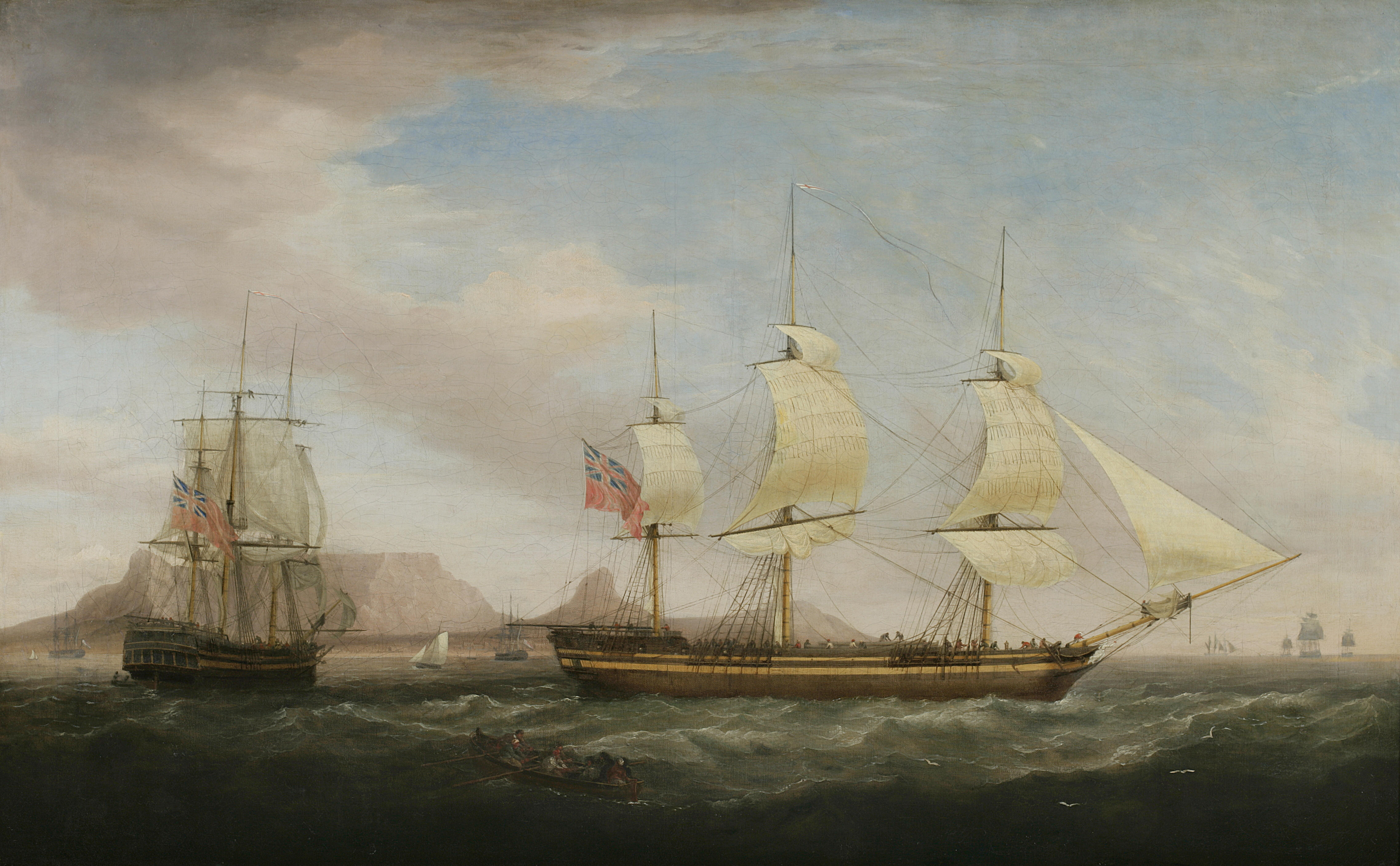
Deux East Indiamen au large de Douvres, à la fin du XVIII, soit au faîte de la carrière commerciale de Richard Hotham. Toile attribuée à Dominique Serres (1722-1793).

Sa femme Frances meurt en 1760, et l'année suivante, à l'âge de 39 ans, il se remarie avec Barbara Huddart. C'est à la même époque qu'il entre à la Compagnie britannique des Indes orientales, où il finira par avoir plusieurs  navires sous son contrôle : des documents de la British Library le désignent comme étant le propriétaire gestionnaire principal (Principal Managing  Owner), entre autres, de l'East Indiaman York. Il est fait chevalier (Knight Bachelor) le 2 avril 1769, à l'âge relativement jeune de 46 ans.

## Son ascension sociale
Investissant les sommes gagnées dans cette entreprise, Hotham inaugure une longue carrière de grand propriétaire, d'abord par l'achat de terrains et de bâtiments à Merton, au sud de Londres, dont une résidence à son propre usage connue sous le nom de Merton Grove. Celle-ci a depuis été démolie et remplacée par des maisons mitoyennes de style victorien sur Balfour Road et Cecil Road face à la station de métro de South Wimbledon. Le nom de la maison a été longtemps repris en partie dans celui d'un pub situé sur Morden Road : The Grove Hotel. Ce dernier a été ensuite racheté par Tesco, qui en a fait un supermarché, le Metro Supermarket.
C'est pendant son séjour à Merton, qu'Hotham est nommé magistrat, et en 1770, High Sheriff du Surrey. Mais il subit un nouveau revers en 1777, lorsque meurt Barbara, le laissant veuf pour la seconde fois à l'âge de 55 ans.
Il s'investit alors en politique et aux élections générales de 1780, joue un rôle majeur dans la campagne pour l'élection de l'amiral Keppel dans le Surrey. Hotham lui-même se présente à la circonscription de Southwark et arrive en tête du scrutin comme membre du parlement pour le comté du Surrey. Il ne se représente pas aux élections générales de 1784 mais à l'élection partielle à Southwark deux mois plus tard, en juin 1784. Il perd cette élection de justesse. Au Parlement, il vote avec l'opposition jusqu'à la chute du gouvernement North et prononce deux discours. En 1784, il fait partie du groupe de St. Alban's Tavern dont le but est d'essayer de rapprocher Fox et Pitt.

## La création de Bognor Regis

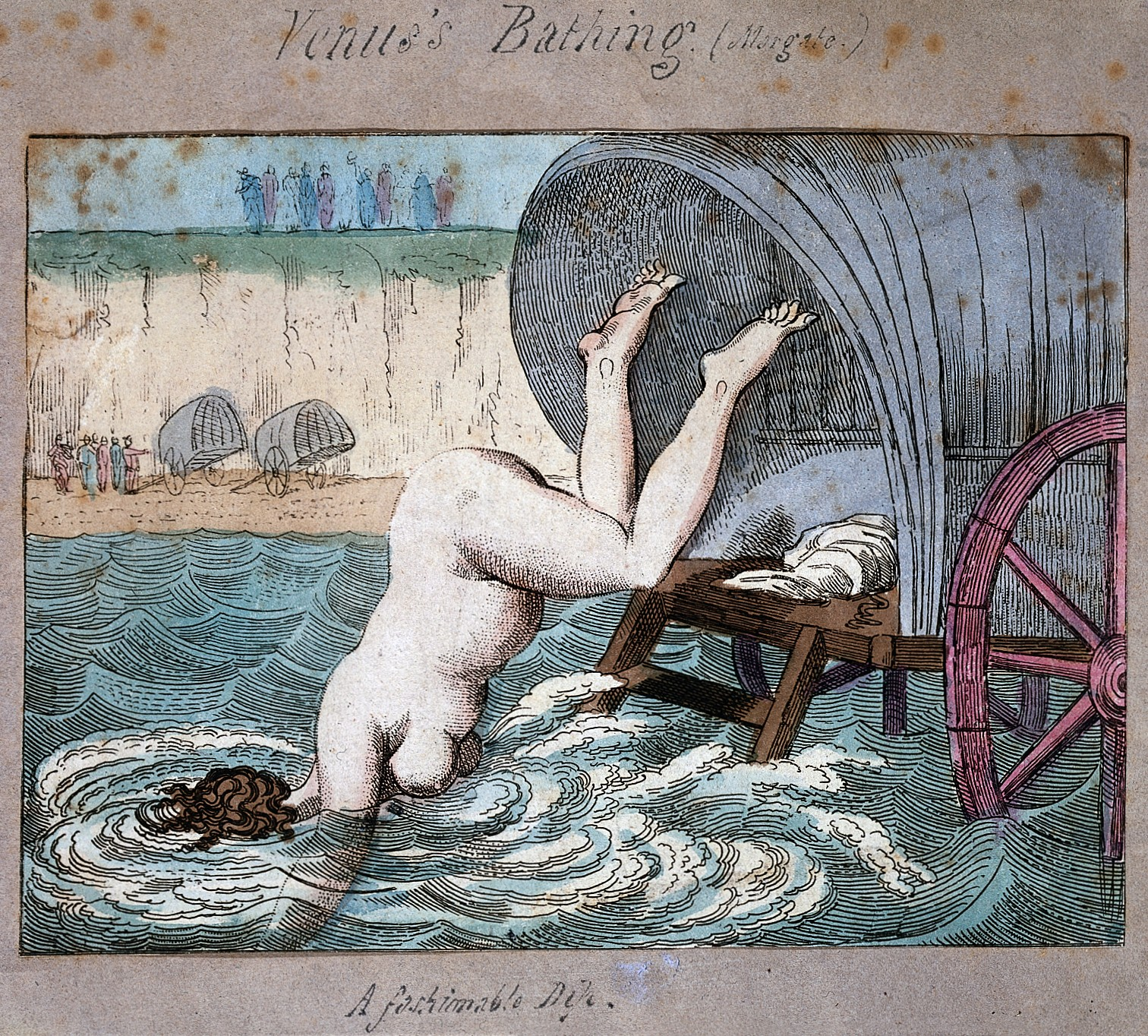
Baigneuse nue plongeant directement d'une roulotte de bain dans la mer, sur une plage de Margate à la fin du XVIII. Gravure de 1790 de Thomas Rowlandson (1756-1827).

Ayant constaté sur lui-même les bienfaits du climat de la côte sud, Hotham décide d'y acquérir une résidence personnelle et achète une parcelle avec sa ferme, tout près de la mer. Il transforme  la ferme en une confortable villa qu'il baptise Bognor Lodge (démolie depuis).
Ayant fait sa propre expérience des vertus curatives de l'air marin, et suivant la tendance d'alors de la gentry de passer ses vacances de bord de la mer, il met à profit son talent pour développer ses propriétés. Avec l'idée d'atteindre à la célébrité et à la richesse de stations comme Brighton et Weymouth il commence à acheter des terres dans la région, jusqu'à se trouver finalement en possession d'environ 1 600 acres (6.5 km2). C'est alors que démarrent les travaux de construction des résidences de la nouvelle station balnéaire à laquelle il donnera son nom : Hothamton.

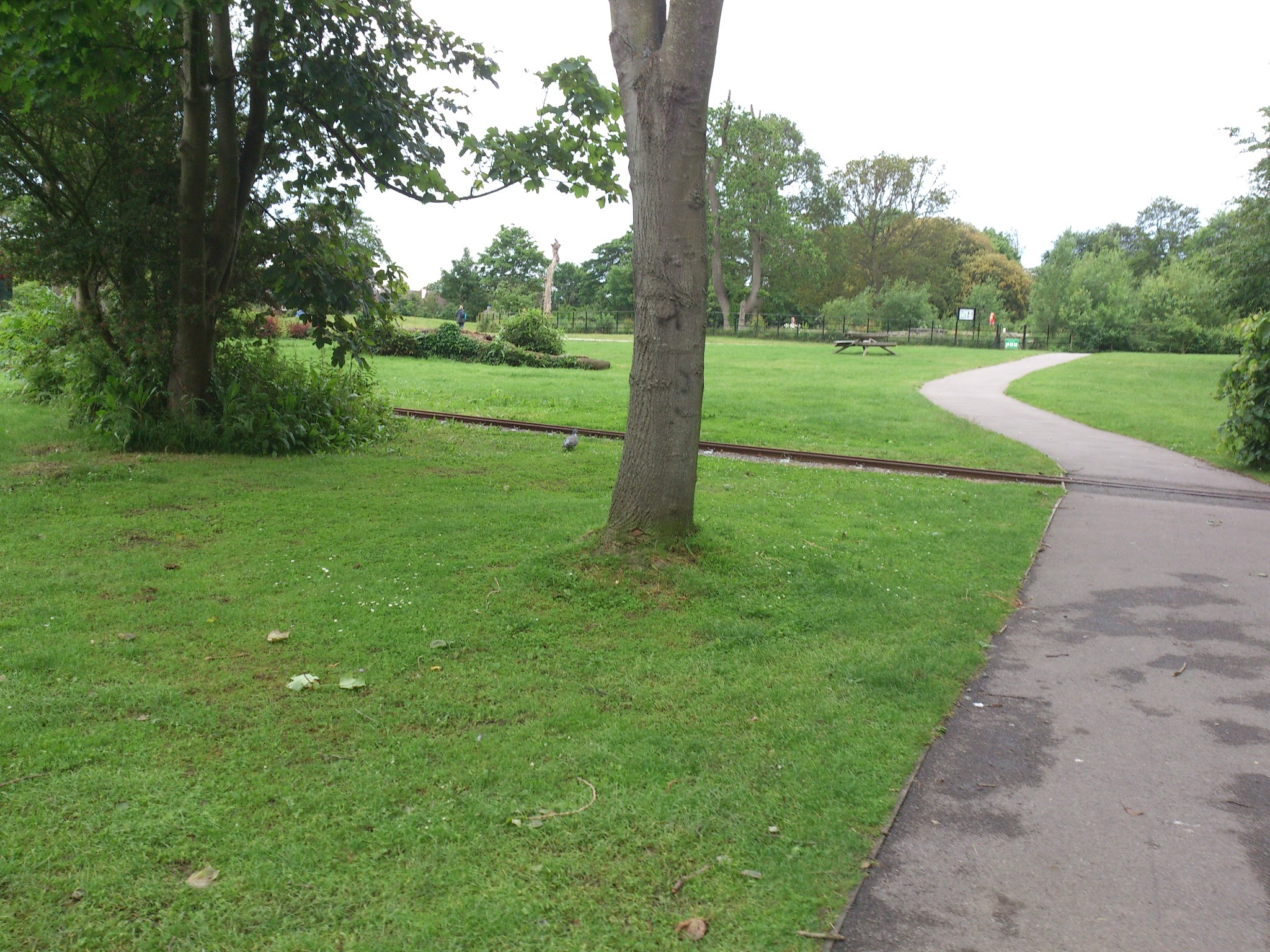
Une vue de Hotham Park, l'ancien parc de la propriété de Richard Hotham à Bognor Regis, Bersted Lodge.

Plusieurs grandes maisons en terrasses sont construites autour du minuscule hameau de Bognor, dans le but avoué d'y attirer les visiteurs les plus aisés. Son objectif ultime est de convaincre le roi lui-même de s'y rendre en remplacement de Weymouth sa station favorite, de même que de détourner le prince de Galles de celle de Brighton.

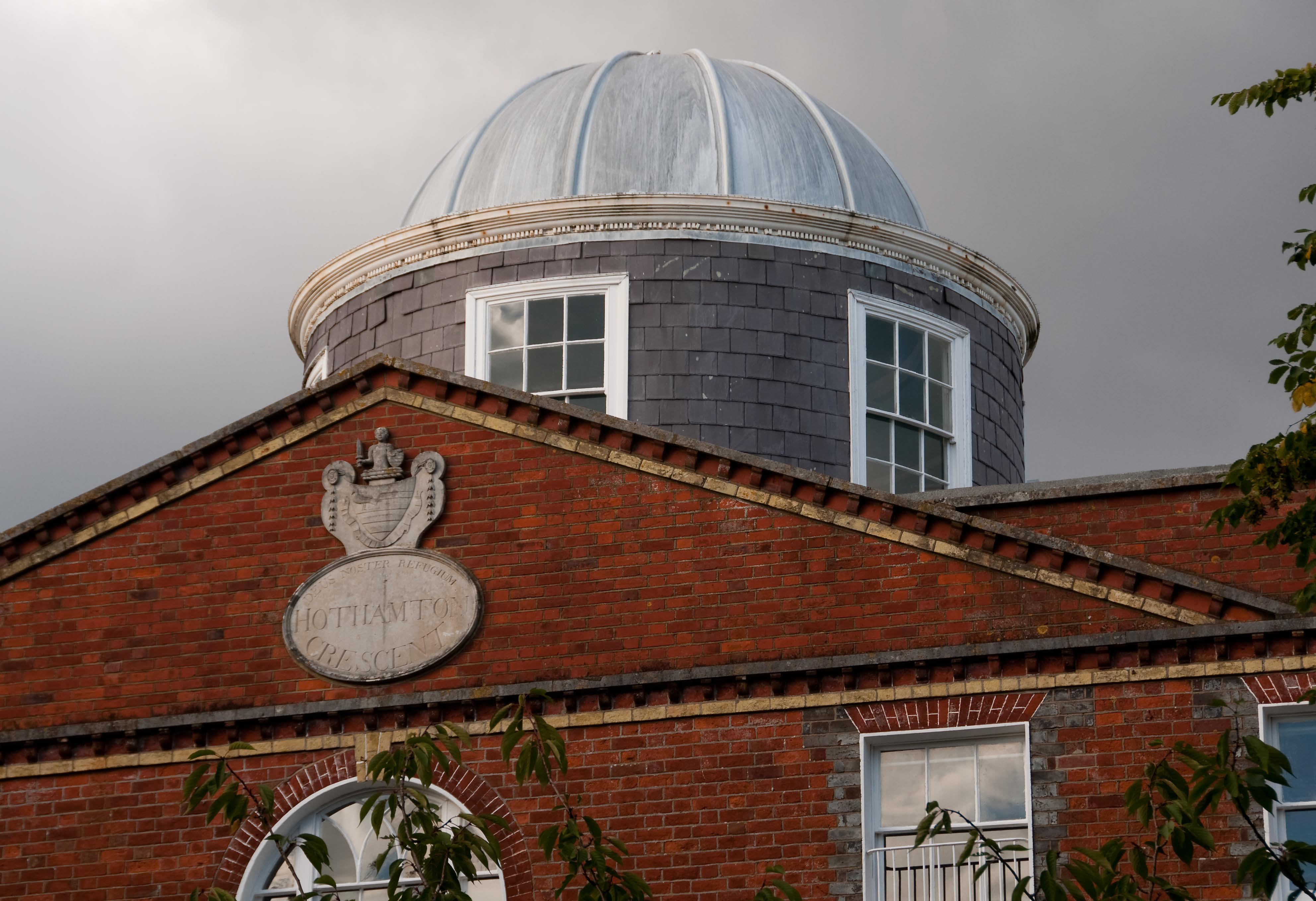
The Dome, Hothamton Crescent à Bognor.

En fin de compte, cela ne se réalisera pas, même si certains membres de la Famille Royale séjournent à Dome House, qui surplombe la nouvelle maison de Richard Hotham et de son parc qui forment le domaine de Bersted Lodge. L'édifice complet comprenait une chapelle privée et une tour horloge. Dans ce qui reste de la maison, Hotham Park House, la chapelle a disparu, mais la tour a été conservée avec son horloge.
Sir Richard Hotham meurt à Bognor en mars 1799, et est enterré à l'église paroissiale Sainte-Marie-Madeleine de South Bersted où a lieu tous les ans une cérémonie en sa mémoire avec dépôt d'une gerbe sur sa tombe.

## Héritage

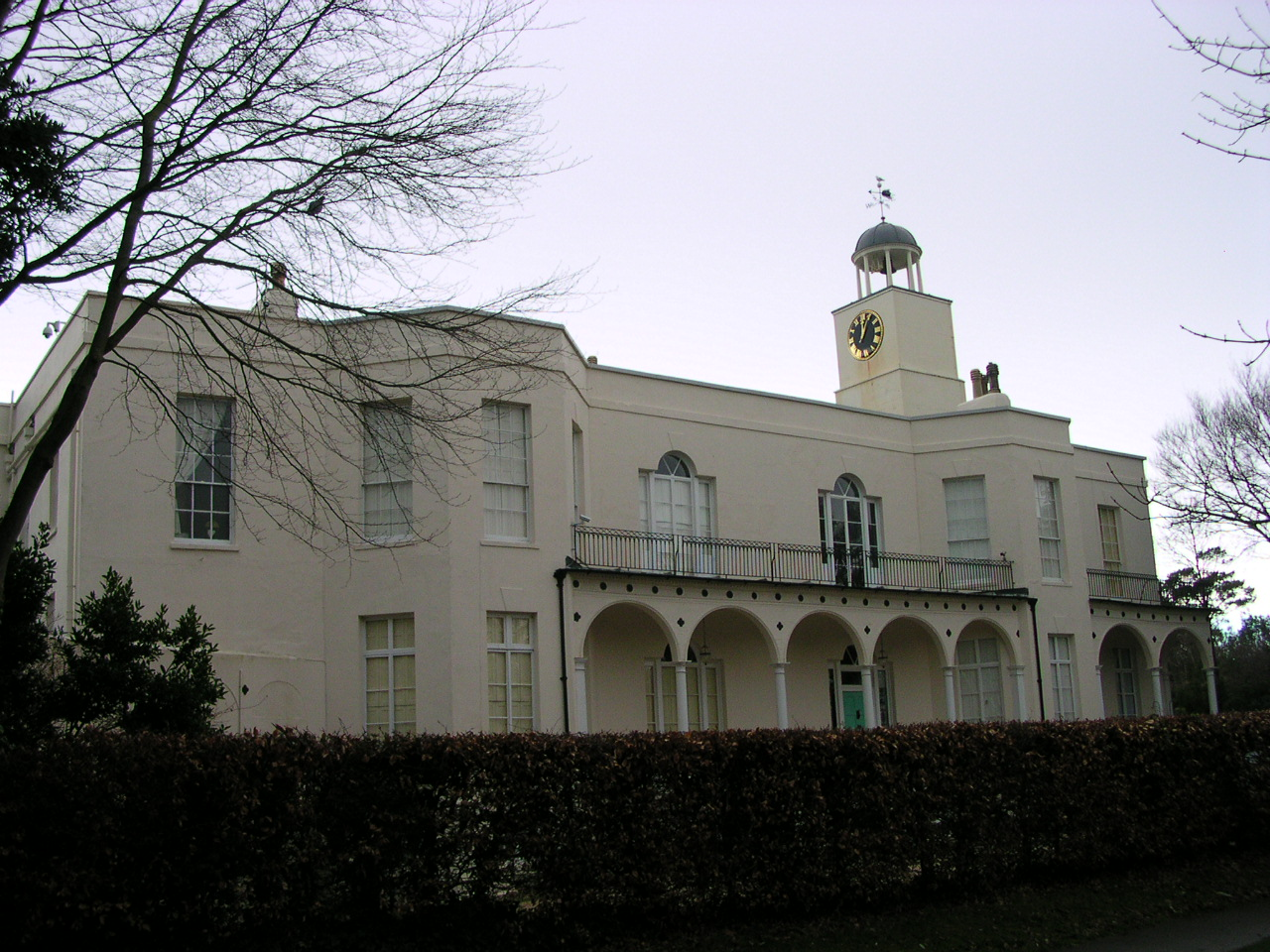
L'édifice de Hotham Park House, est la partie qui a subsisté de l'ancienne résidence du domaine de Bersted Lodge.

Après sa mort, son domaine est morcelé et avec les années beaucoup de ses belles bâtisses ont disparu, mais certaines ont subsisté comme Hotham Park House, aujourd'hui résidence privée dans Hotham Park, un parc public correspondant à l'ancien domaine d'Aldwick Manor. Le nom de Hothamton n'a pas non plus survécu longtemps à l'homme, mais la station qu'il a fondé, Bognor Regis, est toujours restée active depuis.

## Allusion littéraire
Richard Hotham a très vraisemblablement servi de modèle à la romancière Jane Austen pour le personnage de Mr Parker, dans son dernier roman inachevé Sanditon, de même que Bognor Regis (« Hothamton ») qui, comme dans le roman, possède à l'époque déjà une librairie, peut être reconnue dans maintes descriptions de la localité fictive de Sanditon.